# トキハ
株式会社トキハ（ときわ、英: TOKIWA Co.,Ltd.）は、大分県下で3店舗の百貨店等を運営する企業である。
社名の「トキハ」は歴史的仮名遣で「ときわ」と読み、常緑樹を意味する「常葉」に由来している。

## 概要
トキハは1936年（昭和11年）に創業。太平洋戦争下の1943年（昭和18年）には大分県の働きかけで一丸百貨店と戦時統合も行われた。
2023年時点で営業されているトキハの店舗は、大分市中心部の本店、別府市中心部の別府店、大分市郊外のわさだ店の3店舗である。トキハの関連会社であるトキハインダストリーは、大分県内各地に総合スーパーの「トキハインダストリー」、食品スーパーの「アテオ」等のスーパーマーケットを展開している。
「トキハ中興の祖」とも言われた上妻亨によって「地方百貨店の雄」と呼ばれるなどの一時代を築き、ピーク時の2002年2月期には売上高786億1,200万円、子会社のスーパー・トキハインダストリーが03年2月期に売上高463億7,507万円、両社合わせて約1,250億円を計上し、グループ全体の年間売上高は、大分県の小売業の年間商品販売額の約1割弱を占めるなど、大分県を代表する小売業として君臨していた。
しかし近年は郊外型ショッピングセンターとの競合や車社会化の進展、福岡県への顧客流出、食品スーパーの競合激化などにより、トキハ単独の年間売上高は約475億円（2013年度2月期）と10年間で311億円・11期連続の減収、トキハインダストリーも同約337億円（2012年2月期）で9年間で126億円・9期連続の減収となり、2社合わせての売上規模は約800億円、10年前との比較で450億円の減収となるなど、厳しさが目立つ。2020年代初頭は新型コロナ禍による影響を受けたが、2023年2月期単体決算は物産展などの催事や別府店への家電量販店エディオン導入などで2期連続の増収となり、3期ぶりの営業黒字（営業利益額6500万円）となった。
人口50万人以下の都市では珍しいフルライン都市型百貨店が展開可能な売場面積を有する本店と、結婚式場を備えたトキハ会館に加え、郊外にショッピングモール「トキハわさだタウン」を開発するとともに、その核店舗として地方百貨店では九州初となる本格的な郊外型百貨店わさだ店を開業し話題となった。
トキハは、熊本県熊本市の古荘本店の関係会社である。1980年代には、小田急電鉄創業者安藤楢六が大分に縁があることから、小田急電鉄系の小田急百貨店と商品券の業務提携を行っていたこともあった。現在は全日本デパートメントストアーズ開発機構の一員である。
1985年8月に採用された現在のロゴマークは、垂直、斜め、水平の3つの円を重ねたもので、それぞれの円は大分、顧客、トキハを意味する。それ以前のロゴマークは、水平にした片仮名の「ト」2つと「キ」とを逆“Z”字になるよう組み合わせ、これを「輪」（ワ=ハ）で囲んだもので、同業のそごうのものに類似していた。

## 店舗

### 本店
- 所在地：大分市府内町2-1-4[1]
- 開店：1936年4月

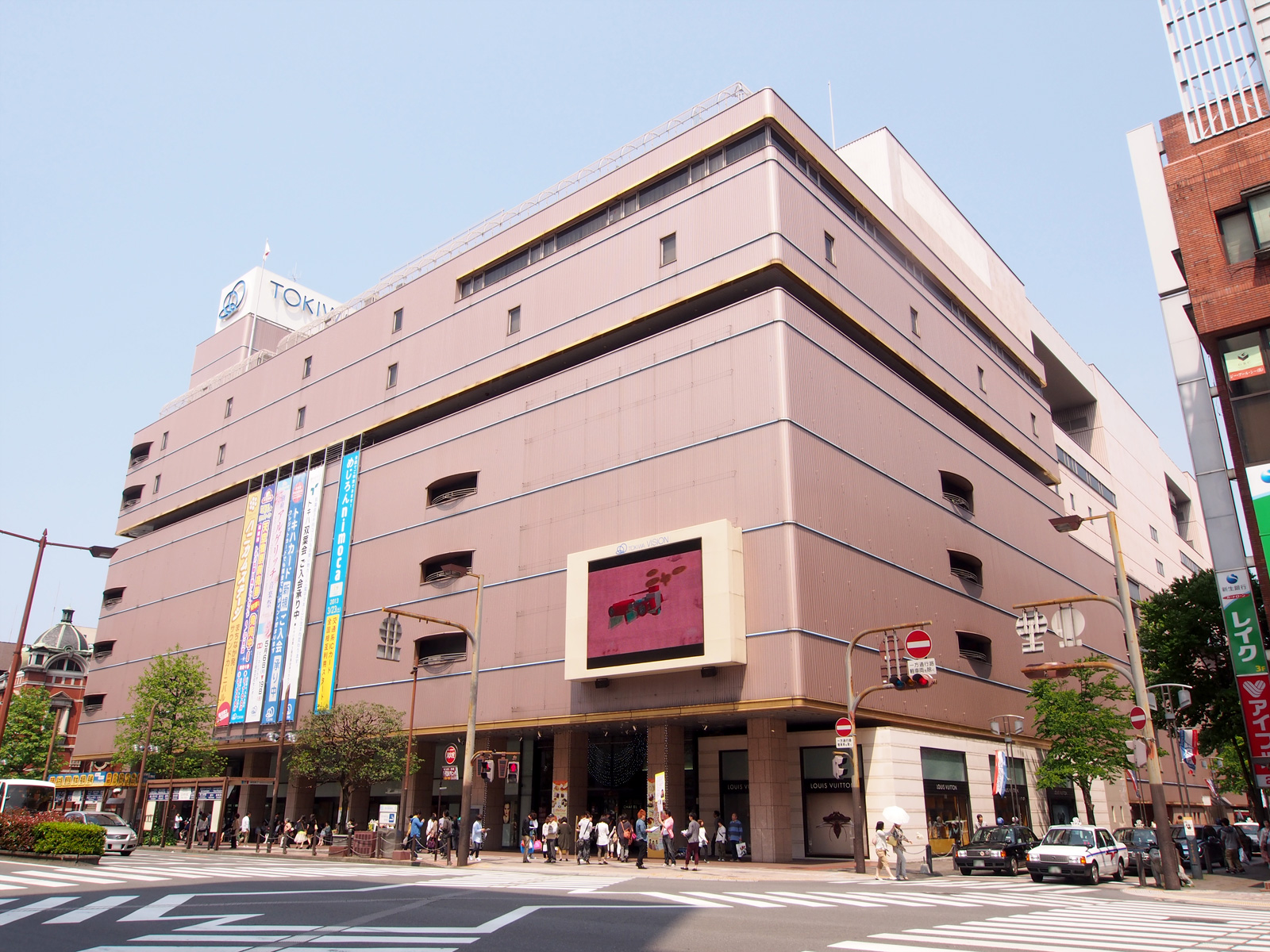
トキハ本店

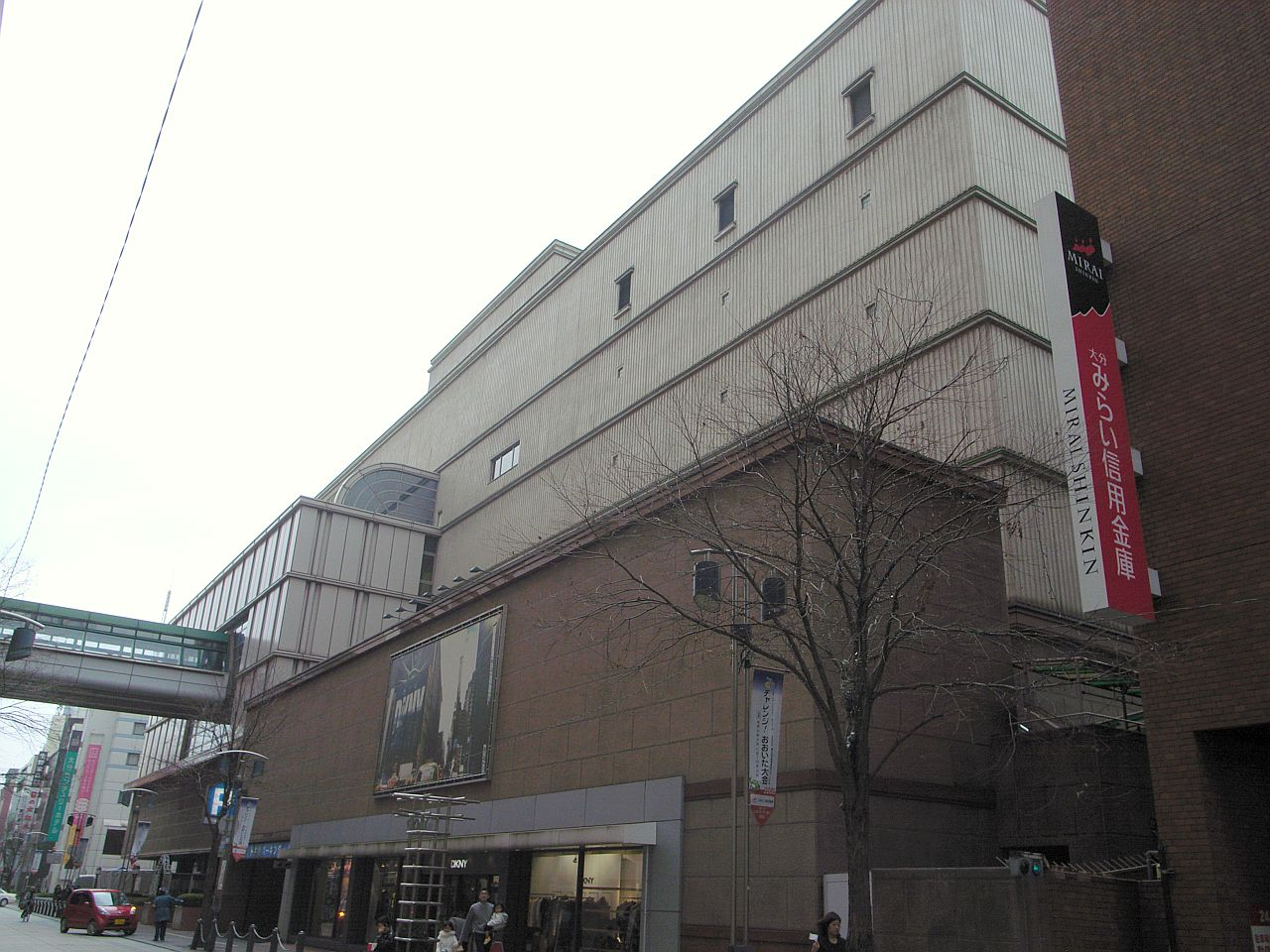
トキハ会館

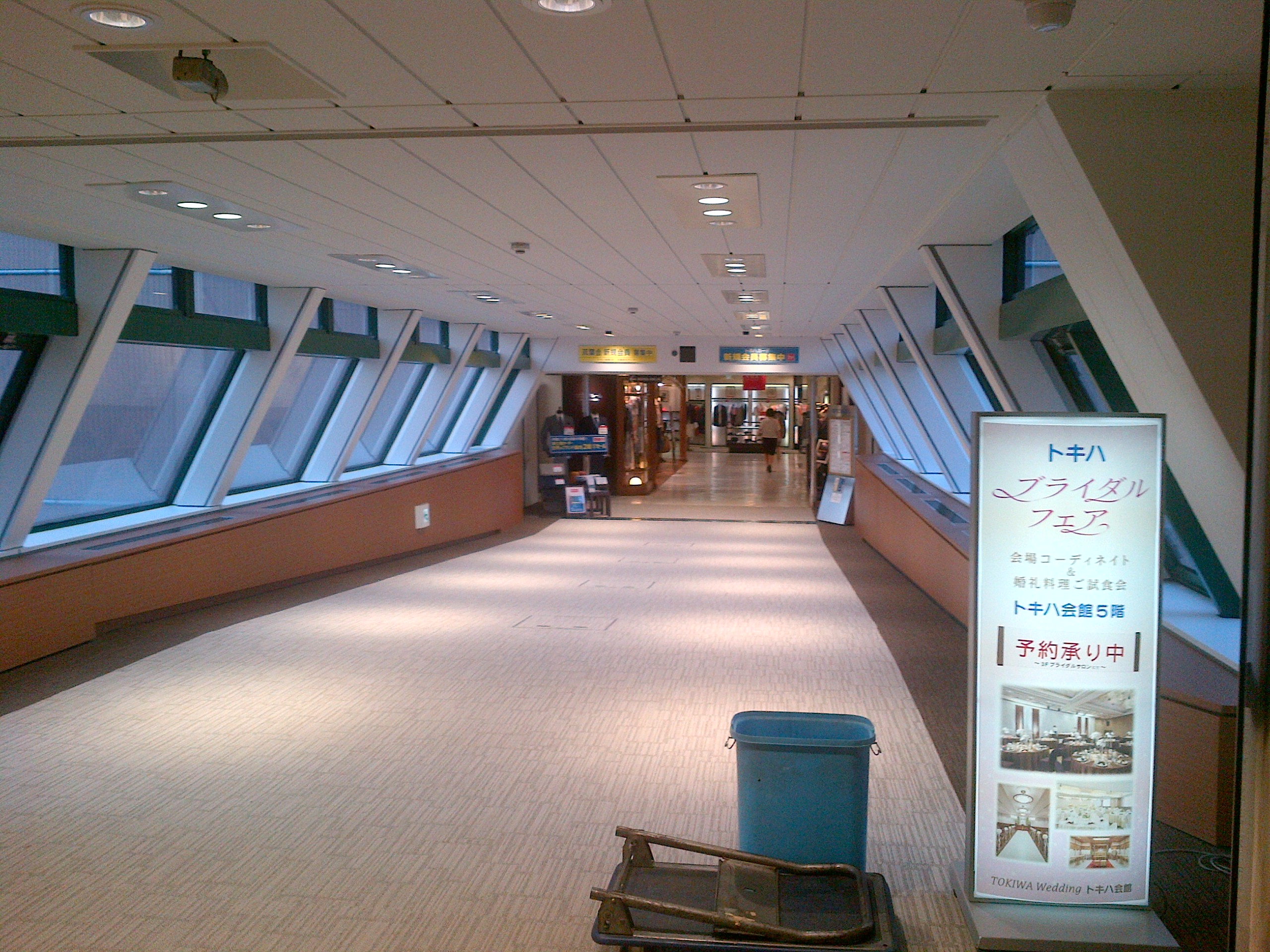
トキハ本店とトキハ会館を結ぶ連絡通路（トキハ会館側から）

- 年間売上高：329億2400万円（2013年度）
- 本館
  - 売場面積：約42,564m2[10]
  - 階数：地上8階・地下2階
- トキハ会館

  - 階数：地上6階・地下2階

本館だけで42,564m2の売場面積を有する、地方都市では異例の巨大百貨店であり、隣接するトキハ会館（関連会社の株式会社トキハ会館が運営）の1 - 2階にもさらに売場を有している。トキハ会館の3 - 6階は賃貸テナント（レストラン街など）や結婚式場で、これらを含めた本館とトキハ会館の総延床面積は93,356m2に上り、大分駅前繁華街の集客に貢献している。しかし、昨今の景気低迷に伴い、巨大な売り場面積に見合う売上高を確保できない“地殻変動”が起きており、2005年末から本店地下1階・地下2階を大改装し、地下1階の食品売場（デパ地下）を強化するとともに、書籍、CD、DVDを販売していた地下2階を大分の名産品を取り扱う「街の駅 トキハ」とするなどのてこ入れを図っている。
別府店開店以前は唯一の店舗であったため特に呼称はなかったが、別府店の開店に伴い「大分店」と呼ばれるようになり、わさだ店が同じ大分市内に開店した後は「本店」と呼ばれるようになった。
本館1階には大分バスのりあいバスプラザ（旧総合案内所）、本館前の中央通り沿いには「中央通り」停留所の1-2番のりばがあって、トキハ本店前は実質的に大分バスのバスターミナルとして機能している。

### 別府店
- 所在地：別府市北浜2-9-1
- 開店：1988年10月8日

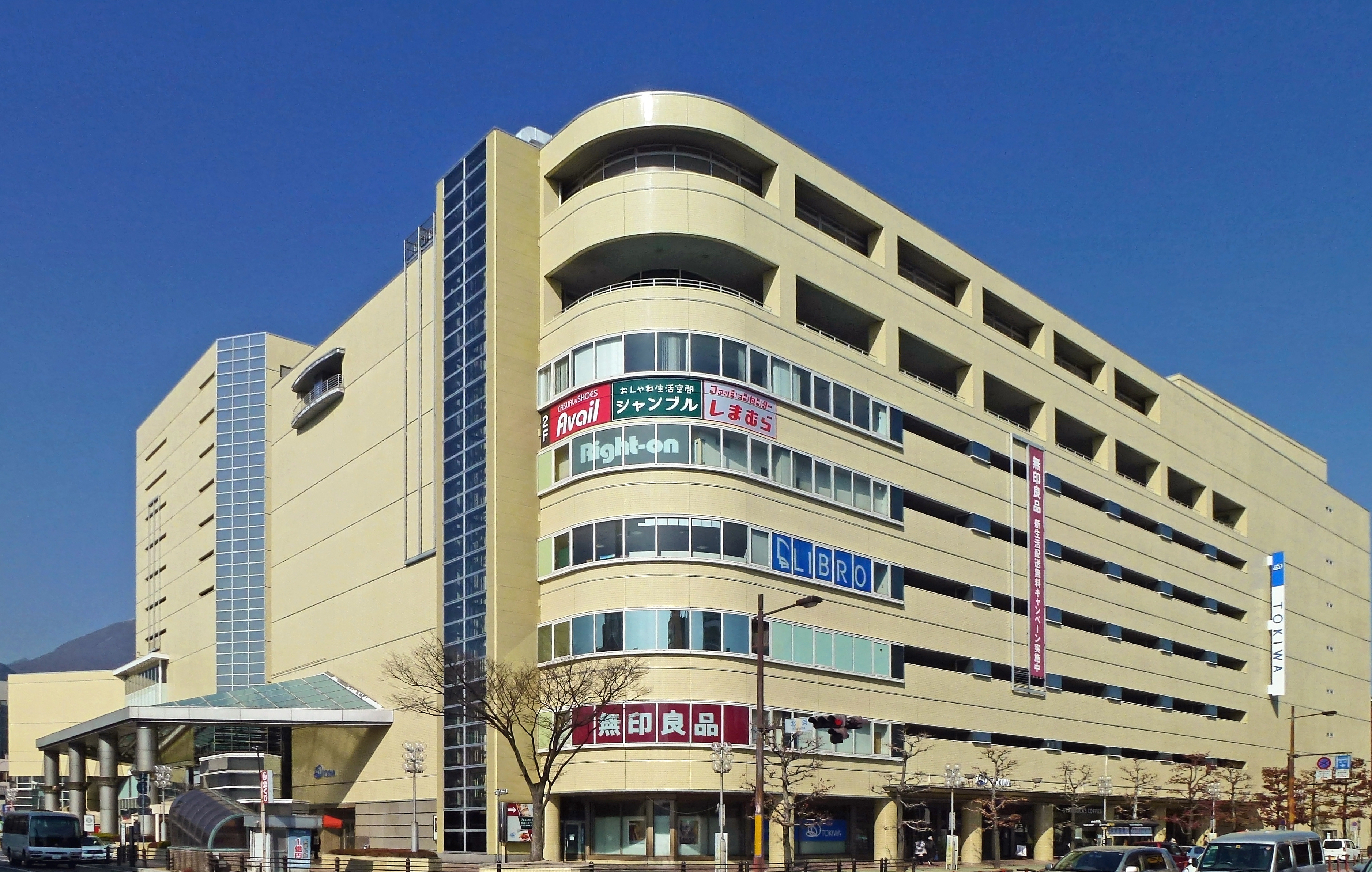
トキハ別府店

- 年間売上高：34億3900万円（2013年度）
- 売場面積：29,728m2
- 階数：地上8階・地下1階

トキハ別府店は別府近鉄百貨店との、熾烈な争奪戦の末、1988年10月、別府市の駅前再開発計画の中核店舗として開業。トキハ別府店の百貨店棟と、別府市による第三セクター別府商業観光開発公社が運営する「別府ショッピングプラザ コスモピア専門店街」が入居する専門店棟（地下1階・地上13階、5階 - 13階は駐車場）との2棟で複合商業施設コスモピアを形成していた。
開業前、「泉都・別府商業浮揚の起爆剤になる」と歓迎の声は多くあった。しかしその一方で本店（当時の大分店）のミニ版になる、品揃えが中途半端で売上が伸び悩むであろうといった危惧が地元政財界関係者内であった。開業初年度から売上が低迷し断続的な赤字体質であった。1998年にコスモピアが経営破綻。専門店棟はトキハが44億円で買収し、百貨店棟・専門店棟の一体化経営で赤字からの脱出を描いたが、モータリーゼーションの高度化、大分・別府-福岡間の高速バスの時間短縮・低運賃化、大分自動車道・九州自動車道の整備が進み福岡・天神地区などに買い物客が流出し続けた。依然赤字体質から脱却できず、2005年11月から開店以来17年ぶりに大規模改装を行った。今後、楠港跡地にオープンした「ゆめタウン別府」、大分駅にオープンしたJRおおいたシティとの競合に生き残るかが大きな課題である。
一方で、2010年代に入ると改装によりテナント化が進んだほか、催事の増加などによって黒字に転換。2010年度からは継続して黒字運営となっている。現在、2019年度内のリニューアルに向けて改装が進む。
地下1階の食品売場は関連会社のトキハインダストリーが運営するFood Kitchenを展開し、旧コスモピア側にはRight-onなどのテナントを誘致。地元のサンヨーコーヒー直営店KIHEI CAFE、スターバックスコーヒーをカフェとして新たに導入した。2006年1月末には7階に新設されたレストラン街まで直通するシースルーエレベーター（愛称：ジラソーレ）が完成した。
本店・別府店のキャッチコピーは「ふるさとのデパート 世界の商品」「いい品で永もちさせましょう」。創業70周年記念の前後には「今もこれからも「こころはずむ」百貨店」も使われた。
また、店舗前には亀の井バスの北浜バス停があり、バスターミナルとして機能している。

### わさだ店・わさだタウン
- 所在地：大分市玉沢755番地の1
- 開店：2000年12月
- トキハわさだ店

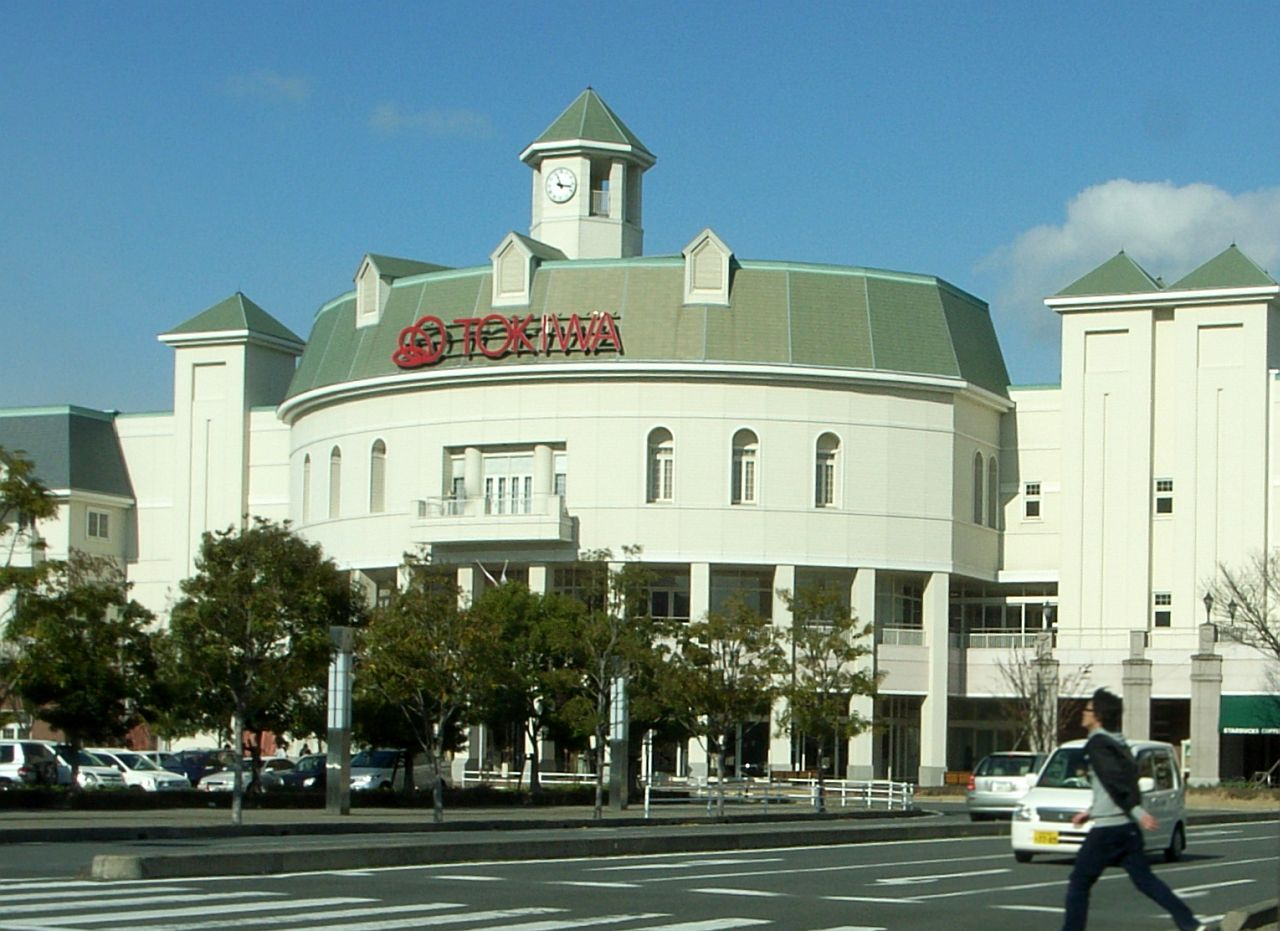
トキハわさだ店

  - 年間売上高：104億5800万円（2013年度）
  - 売場面積：37,806m2
- トキハわさだタウン全体（トキハわさだ店含む）
  - 年間売上高：295億5,200万円（2006年度）
  - 売場面積：64,505m2（兼業面積（映画館等）を含んだ売場面積は100,464m2）
- 階数：地上3階
- 駐車場：4,700台

トキハわさだタウンは、トキハグループが大分市西南部の稙田（わさだ）地区に出店したモータリゼーション対応の郊外型ショッピングセンター。大分市役所稙田支所の移転（現：大分市稙田市民行政センター、わさだタウンに隣接している）等を含む「稙田新都心計画」の一環として計画された。デベロッパーが地方百貨店企業であることは珍しい。核店舗のトキハわさだ店（百貨店ゾーン）のほか、準核店舗のトキハインダストリー（食品スーパー）や専門店ゾーン、シネマコンプレックス「TOHOシネマズ大分わさだ」を核とするレジャー・飲食ゾーン「フェスティバルタウン」からなる。
トキハわさだタウンのキャッチコピーは「この街は21世紀の贈り物」と、「毎日の素敵」に出会えるわくわくタウン。

### 中津ギフトサロン
- 所在地：中津市大字大新田六番通276番 フレスポ中津北
- 開店：2017年6月24日

もともとJR中津駅南口にあった出張所を、2017年6月24日のトキハインダストリー中津店開店に合わせて同店内に移転・拡張させたものである。ギフト商品に加えて婦人雑貨なども販売している。毎週水曜日が定休日となる。

## かつて存在した店舗

### 臼杵店
- 所在地：臼杵市祇園洲2-11
- 開店：1978年4月
- 売場面積：5,681m2（2003年まで） → 2,507m2（閉店時）
- 階数：地上5階

1978年、トキハの完全子会社、臼杵トキハとして開業。業績不振のため2003年2月末での撤退を親会社のトキハが表明したが、地元政財界の要請に応じ、臼杵トキハを清算した後、トキハの直営店として店舗規模を縮小し、トキハ臼杵店として運営を再開した。しかし、黒字化のめどが立たないため、2006年2月28日に閉店した。跡地は建物を解体し更地にされた後、2012年2月より大分銀行臼杵支店が移転営業している。

## 沿革
- 1935年
  - 5月 - 大分市竹町商店街「八千代会」が百貨店建設を計画し、大分駅前の電車通り竹町電停前（現在の本店所在地）に土地を買収。
  - 8月 - 店名を「トキハデパート」に決定。他に店名候補には、八千代デパート、日の出デパート、ときはデパートなどがあった。
  - 10月 - 会社設立[1]、佐伯建設により店舗着工。
- 1936年
  - 3月 - 店舗落成。
  - 4月 - トキハ（現・本店）開店。
  - 12月 - 玉屋百貨店と資本提携。
- 1937年
  - 4月 - 増築工事完成。
  - 9月 - 玉屋に「大分玉屋」への改称を求められ、資本提携解消。
  - 10月 - 熊本市の古荘本店が資本参加。
- 1943年
  - 3月 - 大分市の一丸デパートとの合併を発表。新店名は「ヤマトデパート」。
  - 9月 - 一丸の意向で合併が白紙撤回され、一丸デパート廃業。商品と従業員は全てトキハへ移る。
- 1945年
  - 3月 - 1階から2階に大分郵便局、大分電報局が間借する。
  - 7月 - 大分空襲により5階部分を焼失、3階 - 4階で営業継続。
- 1949年 3月 - 戦災から完全復興、本店全館で営業再開。
- 1952年 3月 - 別府市に別府店建設を申し入れするも、別府市商店街の反対で中止に。
- 1954年 5月 - 増築工事完成。大分バスのバスターミナル併設。
- 1955年 3月 - トキハ双葉会が出来る。
- 1956年11月 - 増築工事完成。
- 1959年12月 - 増築工事完成、冷房設置開始。
- 1965年 4月 - 本店横に駐車場設置。
- 1970年
  - 2月 - 大規模増築工事完成、店舗面積が2倍に。
  - 2月 - トキハインダストリー設立。
- 1972年
  - 4月 - 本店前を走っていた大分交通別大線廃止。最寄駅が大分交通竹町電停から国鉄大分駅へ。
  - 10月 - 立体駐車場（現・トキハパーキング）完成。
- 1975年10月 - 大規模増築工事完成、本店本館が現在の姿に。当時としては西日本最大の百貨店となる。
- 1978年 4月 - 臼杵トキハ（後のトキハ臼杵店）開店。
- 1980年 9月 - 再度の別府店建設計画が明るみに出る。
- 1985年
  - 8月 - CI導入、新シンボルマーク発表。ロゴ色「トキハブルー」制定。
  - 10月 - 本店隣にトキハ会館開店。本店本館、10億円を投じて大規模改築。
- 1988年10月 - トキハ別府店開店。
- 1995年 3月 - 創業60周年を記念しトキハ会館1階部分を改装。agnès b・AfternoonTeaなどが入店。
- 1998年10月 - 別府コスモピア専門店街を買収、トキハ別府店専門店街開店。
- 1999年 - 軟式野球部が天皇賜杯全日本軟式野球大会で優勝。
- 2000年12月 - わさだ店開店、トキハわさだタウン開店。日本最大の郊外型百貨店となる。
- 2003年 3月 -  トキハ会館2階催し場を改装し「Twinkle City」開店、1階部分も新装。agnès b、AfternoonTea、SAZBY、ageteなどを改装、新たにDKNY、ANAYI、FANCEL HOUSE などが入店。
- 2004年
  - 1月 - トキハ携帯サイト「TOKIWA mobile」開設。
  - 7月 - 楽天市場に出店し、「大分うまいものマーケット」オープン。
- 2005年10月 - 本店改築、「街の駅トキハ」新設。
- 2006年
  - 2月 - 臼杵店閉店。
  - 2月 - 別府店大規模改築全面完成、シースルーエレベーター新設。
- 2007年
  - 7月 - トキハオンラインショッピングサイト「大分うまいもの.com」オープン。
  - 7月 - 20億円の第三者割当増資を行い、資本金を1億円から11億円に増資（後述）。
- 2009年
  - 3月 - 本店1階正面、バスターミナルを改装[16][17]。
  - 5月 - 業績改善のため、メインバンクである大分銀行の専務を副社長として招聘。
  - 8月 - 別府店改装、6階に「手芸センタートーカイ」跡などを利用したレンタルオフィスが完成しリクルートスタッフィングが入居。それに伴い一部テナント入替と移設実施。
  - 12月 - 別府店改装、専門店街の地階フードコートとダイソーを改装し、Seriaの大型店が開店。
- 2010年
  - 4月 - 別府店改装。移転先を探していた別府商工会議所が、本館7階催し場を改装して入居。催し場は5月より本館4階に移転。
  - 4月 - わさだ店改装、新規15テナントを導入。
  - 5月 - 別府店改装、本館6階と本館5階をレンタルオフィス化。美術ギャラリーと大型家具売場を廃し、6階の売場は専門店棟2階に、5階の売場は各フロアの空床に分散して入居。無印良品が直営店となり大幅増床。
  - 8月 - 中国銀聯カードを3店舗ともに順次導入。大分県内の大規模商業施設としては初。
- 2011年10月 - 本店改装、1階フロアの全面改装。
- 2012年
  - 4月 - わさだ店改装、新規テナント導入と正面入口前に「憩いの広場」設置。
  - 9月 - 別府店改装、「ファッションセンターしまむら」系列の大型テナント導入。フードコート跡などの改装も実施。5階を特設催事場に。
- 2013年
  - 春-夏 - 別府店改装、外装大規模更新、屋上神社なども改装。多くの店舗（インダストリー含む）で広告塔屋などを更新。CIのトキハブルー統一化。
  - 9月 - 新たなポイントサービス"TOKIPO"導入と、電子マネー"RUCCHA!"（ルッチャ）の導入開始[18]。
- 2014年
  - 3月 - わさだ店改装、ロフトが出店。
  - 4月 - 本店改装、北野エースとアンデルセンが出店。
  - 7月 - 本店改装、ティファニーを移転リニュアルオープン。本店は別のフロアでも今後リニュアル・改装予定。
  - 10月下旬 - 本店改装終了。

## 経営
大分市・別府市内には大手・地方の百貨店を問わず競合他社は存在しないが、百貨店という業態全体が売り上げの鈍化に見舞われていることに加え、地方都市の限られた商圏の中での多店舗展開が足枷となり近年では自社内の競合に苦しんでいる。かつてカリスマ経営者と言われた上妻亨が経営トップの座にあった時代は「地方百貨店の雄」と言われていたが、近年ではピーク期の2002年2月期以来減収が続いており、5年間で売上が150億円弱減少している（2007年2月期決算）。
2007年7月18日には臨時株主総会を開き、財務体質の強化のために、20億円の第三者割当増資を行い、うち10億円を資本金に入れ従来の1億円から11億円に増資することを決定した。別府店の特別損益計上により、2007年2月期の最終損益は17億1,400万円の赤字になっていた。
2009年2月期の決算では3期連続の減収減益を計上したことから、2009年5月13日には、今後3年間の中期経営計画を公表するとともに、利益体質の改善のために、メインバンクの大分銀行より専務を副社長として招聘し、連携強化のためにトキハインダストリー社長を取締役に据えるなどの新経営体制を発表した。

## 電子マネー
- トキハ双葉会会員証カードが電子マネーとしての機能を有しており、毎月の積立額が3,000円のコースと10,000円のコースの2種類が存在する。なお、前者は従来のお買物券に代わって2012年9月1日より導入されたものである[22]。トキハの他、グループのトキハインダストリー直営売場および一部のテナントで使用可能である。利用可能額は以下のとおり。
  - 3,000円コースは毎月の積立額3,000円☓12回＋ボーナス1,500円で、37,500円の利用が可能[23]。
  - 10,000円コースは毎月の積立額10,000円☓12回＋ボーナス6,000円で、126,000円の利用が可能[23]。
- ポイントサービス"TOKIPO"導入に伴い、これまでの双葉会会員証カードとは異なるプリペイドカード"RUCCHA!"（ルッチャ）を2013年9月以降発行している。。双葉会会員証カード同様、トキハ各店とトキハインダストリー全店で使用可能である。[18]。

## 関連会社
- トキハインダストリー[1]
- トキハエンタープライズ
- トキハ会館
- トキハ縫製
- トキハ物流サービス
- トキハキャリアクリエーション

## その他参考情報
- 大分放送・テレビ大分等の夕方のローカルニュースワイドへの冠協賛を長年続け、ロゴマークの下に「ふるさとのデパート、世界の商品」というコピーを入れていた。かつてはテレビ大分で、「トキハこども劇場」というアニメ再放送枠を平日の夕方5時台に一社提供していた。
- 「ペルシャの市場にて」が午後5時以降の店内放送で使用されている。
- 2013年より、日本フットサルリーグ・バサジィ大分のユニフォームスポンサーを務めている。